# NGC 284
NGC 284 (другие обозначения — MCG −2-3-33, NPM1G −13.0035, PGC 3132) — эллиптическая галактика (E) в созвездии Кит.
Этот объект входит в число перечисленных в оригинальной редакции Нового общего каталога.
Галактика входит (вместе с NGC 285, NGC 286 и ещё несколькими галактиками) в группу галактик USGC S031 , которая, в свою очередь, входит в скопление галактик [S85]542